# Histoire des Juifs au Turkménistan

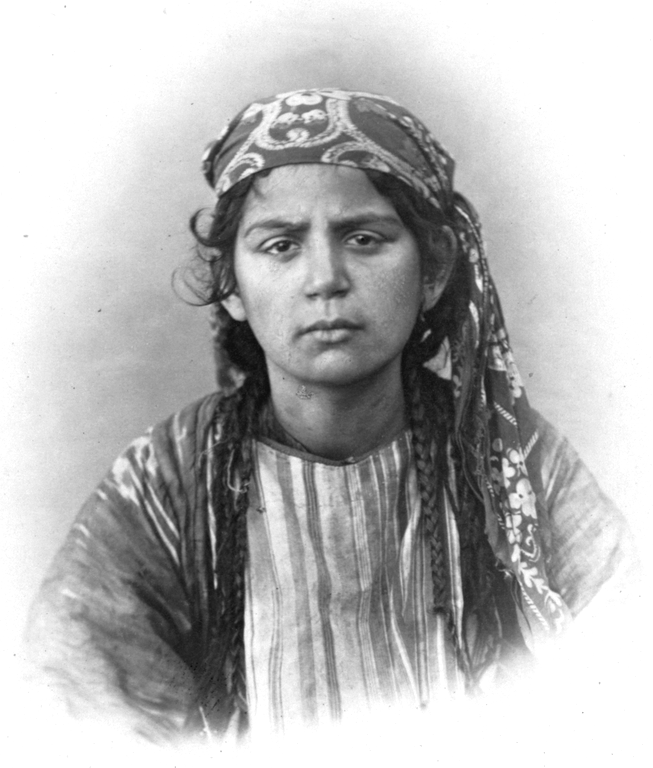
Jeune juive du Turkestan (partie du Turkmenistan), entre 1865 et 1872

L’histoire des juifs au Turkménistan est relativement récente en comparaison de celle des Juifs dans les pays limitrophes que sont l’Iran ou l’Ouzbékistan. Ce n’est qu’au début du XIXe siècle que des groupes de juifs originaires de Machhad au nord-est de l’Iran et donc persanophones commencèrent à s’implanter dans la région où ils furent rapidement connus sous le nom d’Iranis. 
La communauté juive resta toujours peu nombreuse ne dépassant jamais 2900 personnes et subit un phénomène d’acculturation important durant la période du communisme puis disparut presque totalement à la suite de l’émigration de la plupart de ses membres en Israël durant la période précédant et succédant à la chute du communisme.

## Installation des Juifs de Meched
En 1839, tous les Juifs de Meched, capitale du Khorassan, furent contraints sous la menace à se convertir à l’islam chiite duodécimain, religion dominante de la Perse,. Les Juifs convertis appelés désormais jadid al-islam, les « novices de l’islam » continuèrent cependant à pratiquer un cryptojudaïsme comme le firent en d’autres temps et d’autres lieux les marranes. Afin de pouvoir pratiquer librement leur foi, certains  convertis décidèrent de fuir dans le territoire actuel du Turkménistan. En effet dans cette contrée acquise à l’islam sunnite leur conversion au chiisme  n’avait aucune validité religieuse et leur retour au judaïsme n’était donc pas considéré comme une apostasie. 

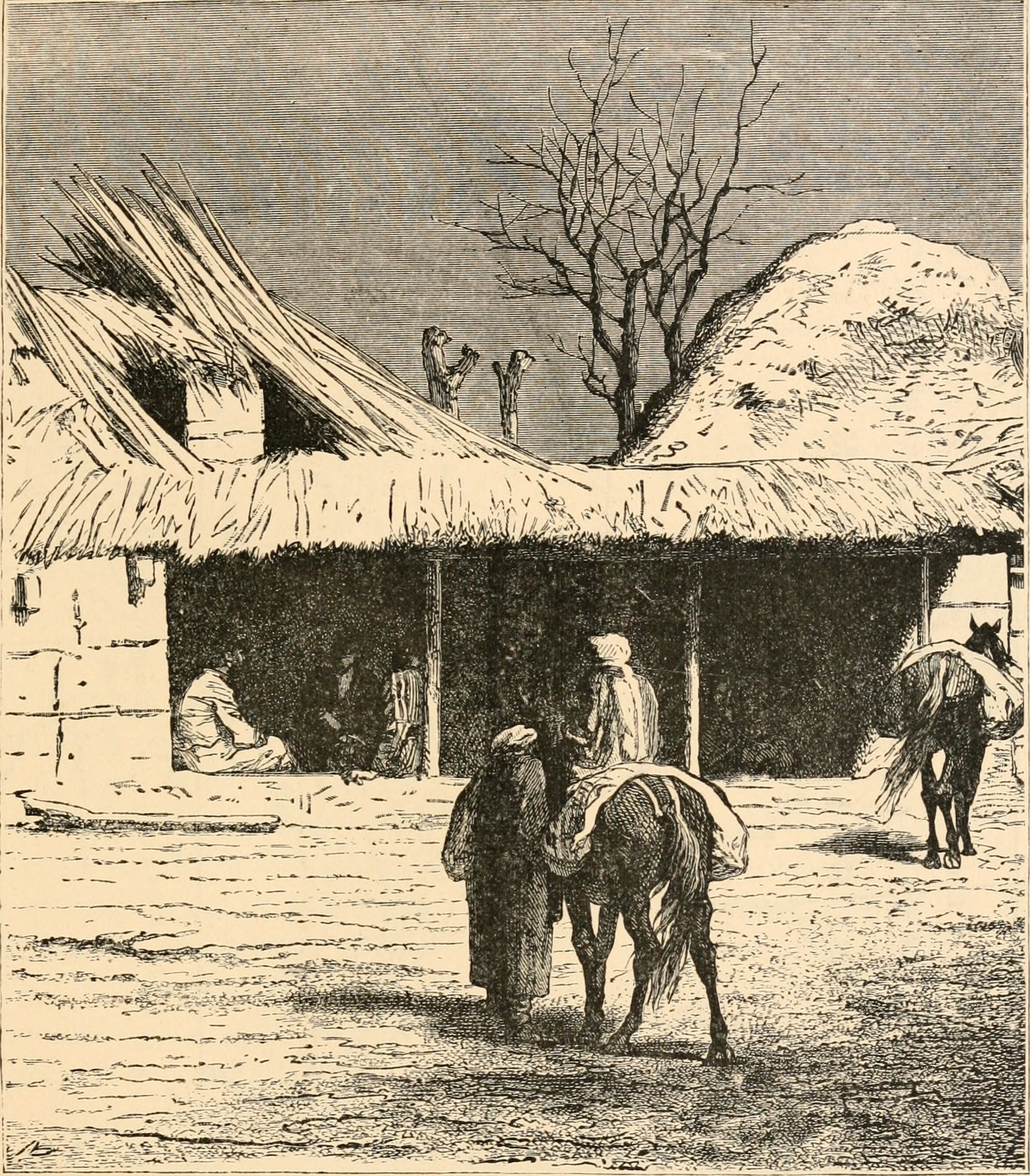
Village de Merv, illustration de 1886

À partir des années 1840, on commença à trouver des Juifs de Meched dans les régions limitrophes de la Perse. Certains d’entre eux arrivèrent via Hérat dans l’actuel Afghanistan où ils s’étaient dans un premier temps réfugiés. 
À Merv où les Juifs étaient les plus nombreux, ils habitaient dans un quartier spécifique mais l’on en trouvait aussi de manière plus diffuse à Serakhs tout près de la Perse et selon certaines sources dans les oasis de Pende et Ýolöten. 
La majeure partie des membres de la communauté vivait du petit commerce mais certains Juifs de Merv servaient d’intermédiaires entre Boukhara dans la vallée de la Ferghana et Meched pour le commerce du coton.

## Seconde vague d’émigration
Une seconde vague d’émigrés juifs arriva après que la région désormais connue sous le nom de province de Transcaspienne eut été annexée par la Russie en 1885. 
Ces arrivants venus pour les trois quarts de Meched et pour le restant d’Herat et donc issus de la même communauté que la vague d’émigrants précédents se joignirent à leurs prédécesseurs mais s’installèrent aussi dans l’oasis de Tejen et à Kaakhka à la frontière iranienne. Ils étaient enregistrés auprès des autorités russes en tant que sujets iraniens et afghans mais, alors que les heratis  étaient enregistrés comme juifs, les mechedis se présentèrent comme musulmans chiites (ce qu’ils étaient nominalement). Ceci leur permettait d’échapper aux restrictions mises en place par la Russie à la fin des années 1880 afin de limiter l’installation de Juifs en Asie centrale et de continuer à se rendre librement en Perse afin de poursuivre leurs activités commerciales avec Meched. Cette situation leur interdisait cependant de pratiquer au grand jour le judaïsme et notamment de construire des synagogues. Ils se réunissaient donc  clandestinement dans des domiciles privés afin de prier. La situation était bien connue des autorités mais elles décidèrent de s’en tenir au statut formel de ces arrivants. Il y eut néanmoins deux tentatives en 1902 puis en 1910 de leur appliquer la législation restreignant l’accès aux Juifs des territoires russes mais elles se soldèrent, semble-t-il, par un échec. En revanche, on estime que 500 Heratis qui, eux, pratiquaient le judaïsme à visage découvert et furent expulsés de Merv. Certains revinrent à Herat tandis que d’autres s’en allèrent rejoindre la communauté juive de Boukhara. 

## Instauration du communisme
Les troubles ayant accompagné l’accession  au pouvoir des communistes entre 1917 et 1920 conduisirent de nouveau certains des Juifs de la région à s’exiler dans leurs pays d’origine. Ainsi, alors que l’on comptait environ 2 900 Juifs en Transcaspienne en 1910, on n’en dénombrait que 2 000 après l’établissement de la république socialiste soviétique turkmène dont 500 ashkénazes et boukhariens venus après les troubles. 
Les Mechedis abandonnèrent leur couverture de musulmans chiites devenue inutile et une fusion communautaire s’opéra avec les Heurtais, les familles gardant néanmoins la trace de leur origine distincte. Considérés jusque dans les années 1950 comme des ressortissants afghans et iraniens, ils acquirent à cette époque la nationalité soviétique.

## Processus d’acculturation
Durant les années 1930, la communauté connut une vague de répression. 
Plusieurs de ses membres furent accusés d’espionnage au profit de l’Iran ou de l’Afghanistan. 
Certains furent condamnés à mort, d’autres à de lourdes peines de travaux forcés. Tous ceux qui résidaient à proximité de la frontière iranienne furent envoyés dans l’intérieur du pays. 
Certains rejoignirent la communauté de Boukhara en Ouzbékistan. 
Toutes les synagogues à l’exception de celle de Iolatan furent fermées de même que l’école juive de Merv où l’enseignement s’effectuait en persan. 
Les jeunes Juifs envoyés dans les écoles russophones s’approprièrent cette langue qui finit par devenir la langue maternelle des membres de la communauté au détriment du persan.

## Émigration en Israël
Quelques familles d’iranis firent leur Aliyah en Israël dans les années 1970 mais c’est surtout au tournant des années 1980-90, à la chute du communisme, que les Juifs quittèrent le Turkménistan pour s’installer en Israël en même temps que de nombreux Juifs de l’ex URSS.  Faute de chiffres précis, on considère que de 250 à 1 000 personnes furent concernées par cet exode et on estime qu’à l’indépendance du Turkménistan, il ne restait pratiquement aucun juif dans le pays.